# Dzierzkowice (gmina)
Dzierzkowice – gmina wiejska w województwie lubelskim, w powiecie kraśnickim. W latach 1975–1998 gmina położona była w województwie lubelskim.
Oficjalna siedziba gminy to Dzierzkowice (nie istnieje taka miejscowość), choć urząd gminy znajduje się we wsi Terpentyna.
Według danych z 30 czerwca 2004 gminę zamieszkiwały 5394 osoby.

## Struktura powierzchni
Według danych z roku 2002 gmina Dzierzkowice ma obszar 86,81 km², w tym:
- użytki rolne: 71%
- użytki leśne: 23%

Gmina stanowi 8,63% powierzchni powiatu.

## Historia
1 kwietnia 1939 roku z obszaru gminy wyłączono gromadę Budzyń, folwark Wyżnica, grunty leśne pod nazwą Bór należące do gromady Wyżnianka oraz tereny należące do Edmunda i Wacława Gruchalskich i przyłączono je do Kraśnika.

## Demografia

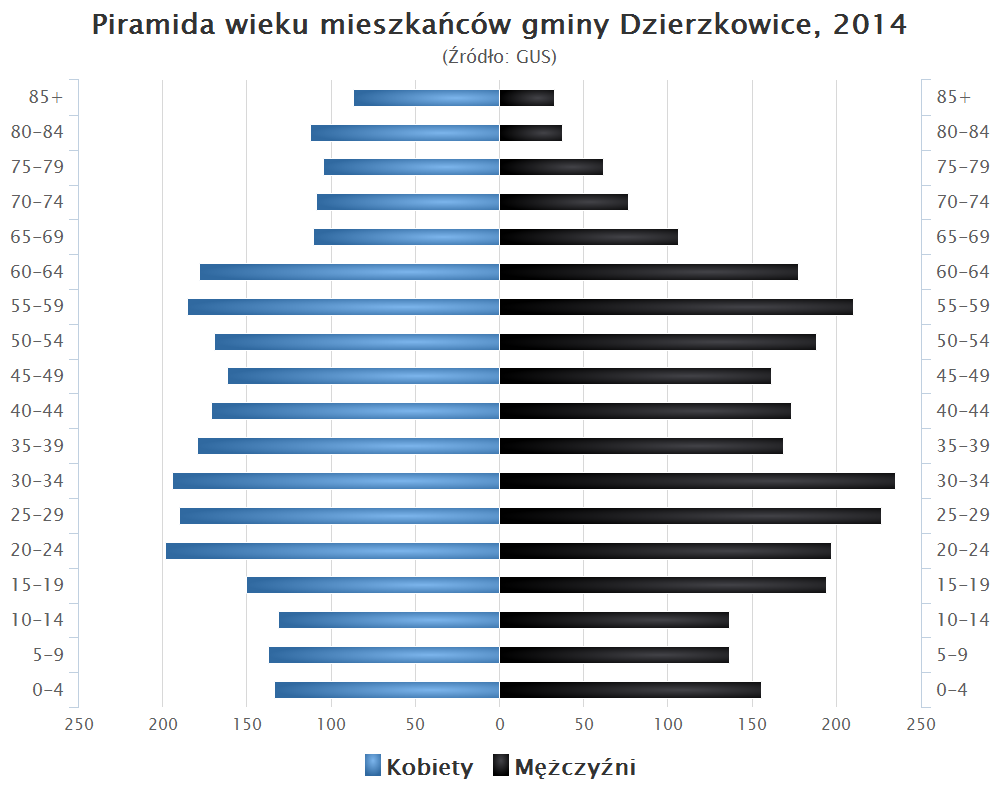
Piramida wieku mieszkańców gminy Dzierzkowice w 2014 roku

Dane z 30 czerwca 2004:
| Opis                              | Ogółem | Ogółem | Kobiety | Kobiety | Mężczyźni | Mężczyźni |
| --------------------------------- | ------ | ------ | ------- | ------- | --------- | --------- |
| jednostka                         | osób   | %      | osób    | %       | osób      | %         |
| populacja                         | 5394   | 100    | 2713    | 50,3    | 2681      | 49,7      |
| gęstość zaludnienia (mieszk./km²) | 62,1   | 62,1   | 31,3    | 31,3    | 30,9      | 30,9      |

## Sołectwa
Dębina, Dzierzkowice-Góry, Dzierzkowice-Podwody, Dzierzkowice-Rynek, Dzierzkowice-Wola, Dzierzkowice-Zastawie, Krzywie, Ludmiłówka, Sosnowa Wola, Terpentyna, Wyżnianka, Wyżnianka-Kolonia, Wyżnica, Wyżnica-Kolonia.
Miejscowość bez statusu sołectwa: Zwierzyniec.

## Sąsiednie gminy
Annopol, Gościeradów, Józefów nad Wisłą, Kraśnik (gm. wiejska), miasto Kraśnik (gm. miejska), Trzydnik Duży, Urzędów